# Jedov (tvrz)
Tvrz Jedov stávala na blíže neznámém místě u obce Jedov severně od Náměště nad Oslavou.

## Historie
Tvrz pravděpodobně vznikla ve 14. století, kdy obec bývala samostatným zbožím. V letech 1365–1381 ji vlastnil Tas z Tasova. Roku 1390 ji od Jana z Tasova koupili bratři Zdeněk, Jan a Petr z Libořic, roku 1447 je však znovu v majetku Tasovců. Na začátku 16. století se Jedov dostává do vlastnictví Jana IV. z Pernštejna a ten roku 1522 obec prodává Václavovi z Lomnice. Následně došlo k připojení k Náměšti a pravděpodobně někdy v této době tvrz zaniká. Jediná písemná zmínka o tvrzi je uvedena v brněnských půhonných knihách k roku 1480.

## Lokace
Jelikož se po tvrzi nedochovaly žádné stopy, je těžké určit místo, kde stála. Nejčastěji bývá umisťována na strmý výběžek severozápadně od obce, jemuž se říká "Na Knižhoři". Údajně zde měly být na počátku 20. století vidět zděné základy stavení, poté byly rozebrány. Dnes se zde nacházejí prohlubně. Další teorie uvádí místo na konci ostrožny nad strží, kde však jakékoliv stopy po stavbách nejsou patrné.